# Irwiniella kroeberi
Irwiniella kroeberi är en tvåvingeart som beskrevs av Metz 2003. Irwiniella kroeberi ingår i släktet Irwiniella och familjen stilettflugor. Inga underarter finns listade i Catalogue of Life.